# Jindřichova Ves
Jindřichova Ves (německy Heinrichsdorf) je vesnice v Krušných horách v okrese Chomutov. Stojí v katastrálním území Načetín u Kalku v nadmořské výšce okolo 750 metrů patnáct kilometrů severozápadně od Chomutova a dva kilometry jihovýchodně od Kalku, jehož je součástí. Založena byla jako dřevařská osada v roce 1775, ale brzy se v ní rozšířila výroba hřebíků, která přetrvala až do dvacátého století. Po druhé světové válce se vesnice téměř vylidnila a změnila se na rekreační osadu. Severní okraj vesnice stavebně přímo navazuje na sousední Načetín.

## Název
Vesnice je pojmenována po svém zakladateli, kterým byl hrabě Jindřich František z Rottenhanu. V historických pramenech se její jméno vyskytuje ve tvarech Heinrichsdorf (1787) nebo česky Jindřichova Ves (1854).

## Historie
Vesnici založil roku 1775 majitel červenohrádeckého panství hrabě Jindřich z Rottenhanu jako sídlo pro lesní dělníky a uhlíře. Od roku 1781 se ve vsi začaly vyrábět hřebíky a v roce 1870 zavedl Anton Heeg jejich strojovou výrobu, ale roku 1881 továrnu přestěhoval do Horní Vsi. Výroba podkovářských, kolejnicových nebo lodních hřebíků se v Jindřichově vsi udržela až do první třetiny dvacátého století. Vzhledem k postupnému zavádění mechanizace se zdejší výrobci ručně kovaných hřebíků spojili do výrobního družstva a ještě v roce 1926 v Načetíně a Jindřichově Vsi působilo pět kovářů s devatenácti dělníky. Ve vesnici fungovaly také panské cihelny, které byly před uzavřeny před koncem devatenáctého století. V té doby zde kromě kováren pracovali tři výrobci hraček, truhlář, krejčí, dva ševci, pekař, dva řezníci a otevřené byly dva kupecké obchody a tři hostince.
Během první světové války a krátce po ní u vesnice fungovaly malé lázně, po kterých se dochovaly pozůstatky venkovního bazénu. Vojáci se u vesnice léčili i v druhé světové válce, kdy pro ně byly u samoty Nový Dům postaveny dřevěné domy. Po vysídlení Němců z Československa se vesnice téměř vylidnila a změnila se na rekreační osadu. Počet obyvatel se začal zvyšovat až po roce 1991.
Jindřichova Ves se nikdy nestala samostatnou obcí. V letech 1869 a 1880 je uváděna jako osada Kalku, později patřila k Načetínu a od roku 1961 je opět součástí Kalku.

## Obyvatelstvo
Při sčítání lidu v roce 1921 zde žilo 465 obyvatel (z toho 215 mužů), z nichž byl jeden Čechoslovák, 454 Němců a deset cizinců. Kromě jednoho člověka bez vyznání a devíti evangelíků patřili ostatní k římskokatolické církvi. Podle sčítání lidu z roku 1930 měla vesnice 422 obyvatel: devět Čechoslováků, 405 Němců a osm cizinců. Výrazně převažovala římskokatolická většina, ale žilo zde také pět evangelíků, jeden příslušník nezjišťovaných církví a pět lidí bez vyznání.
|                                                                     | 1869 | 1880 | 1890 | 1900 | 1910 | 1921 | 1930 | 1950 | 1961 | 1970 | 1980 | 1991 | 2001 | 2011 | 2021 |
| ------------------------------------------------------------------- | ---- | ---- | ---- | ---- | ---- | ---- | ---- | ---- | ---- | ---- | ---- | ---- | ---- | ---- | ---- |
| Obyvatelé                                                           | 506  | 599  | 567  | 583  | 642  | 465  | 422  | 102  | 54   | 57   | 38   | 17   | 44   | 63   | 80   |
| Domy                                                                | 43   | 49   | 51   | 53   | 55   | 55   | 55   | 58   | —    | 16   | 13   | 7    | 20   | 23   | 30   |
| Počet domů z roku 1961 je zahrnut v celkovém počtu domů obce Kalek. |      |      |      |      |      |      |      |      |      |      |      |      |      |      |      |

## Doprava
Do Jindřichovy Vsi vede jediná silnice třetí třídy č. 25213, která v Načetíně odbočuje ze silnice III/25215. Silnice ve vesnici končí a dále pokračuje pouze jako účelová komunikace. Autobusová linková doprava do vesnice nezajíždí a nejbližší zastávka se nachází v Načetíně asi 500 metrů daleko. Nejbližší pravidelně obsluhované železniční stanice a zastávky jsou Jirkov na trati Chomutov–Jirkov a Chomutov zastávka na trati Ústí nad Labem – Chomutov. Vesnicí nevede žádná turisticky značená trasa ani cyklotrasa.

## Pamětihodnosti
Vesnická zástavba vznikla podél obou stran cesty z Načetína do Blatna a později ji doplnila menší osada kdysi zvaná Horní Jindřichova Ves asi o sto metrů východněji. Od načetínských domů bývala Jindřichova Ves oddělena sto metrů širokým pásem zeleně. Nejcennější stavbou v Jindřichově Vsi je dům čp. 1, který však administrativně patří k Načetínu. K památkám lidové architektury v roce 2007 patřil také dům čp. 19, u kterého se snad pod prkenným obkladem dochovalo hrázděné patro. Ve vsi však převažují menší zděné domy, z nichž si tradiční podobu uchovala chalupa č. ev. 7 s hrázděným štítem a domy čp. 3, 4 a 5, které stále mají zádveří v podobě bedněné budky.
Ve středu osady se nachází kaple z roku 1892. Původně byla zasvěcená Matce Boží a náklady na její postavení dosáhly 800 zlatých, z nichž část zaplatili majitelé Červeného hrádku a zbytek byl získán ze sbírky mezi místními obyvateli. V roce 1997 byla kaple opravena a zasvěcena svaté Anně. Asi dva kilometry jihovýchodně od vesnice stojí na úbočí vrchu Kamenná hůrka sloup se sochou svaté Anny z roku 1623. Podle pověsti jej nechal postavit řezník, který se s výdělkem vracel z Blatna do Saska, když jej v lese přepadli tři lupiči. Lupiče zahnal řezníkův pes, který navíc přinesl zpět ukradenou peněženku. U vesnice začíná náhon, který přiváděl vodu k bývalým železárnám v Kalku.